# Alnetoidia watanabei
Alnetoidia watanabei är en insektsart som beskrevs av Irena Dworakowska 1972. Alnetoidia watanabei ingår i släktet Alnetoidia och familjen dvärgstritar. Inga underarter finns listade i Catalogue of Life.